# Maria Teresa Bellucci
Maria Teresa Bellucci detta Maresa (Roma, 19 luglio 1972) è una politica italiana, dal 23 marzo 2018 deputata alla Camera per Fratelli d'Italia e dal 2 novembre 2022 viceministro del lavoro e delle politiche sociali nel governo Meloni.

## Biografia
Nata a Roma, dove si è laureata in psicologia clinica e di comunità all'Università "La Sapienza", si è specializzata in psicoterapia sistemico-relazionale e familiare. Esercita la professione di psicologa psicoterapeuta, è stata docente a contratto di psicologia generale alla Sapienza e dal 2021 è stata nominata dal Sottosegretario Padre Fabio Baggio esperta in materia di tutela dei minori della Sezione Migranti e Rifugiati del Dicastero per il Servizio dello Sviluppo Umano Integrale della Curia romana.
Attiva nel volontariato, è stata presidente nazionale del MO.D.A.V.I. Onlus (Movimento delle Associazioni di Volontariato Italiano) ed è stata membro del Coordinamento nazionale del Forum del Terzo Settore.

## Attività politica

### Elezione a deputata
Alle elezioni politiche del 2018 viene candidata alla Camera dei deputati sia nel collegio uninominale Lazio 1 - 02 (Roma Montesacro), sostenuto dalla coalizione di centro-destra, che tra le liste di Fratelli d'Italia (FdI) nel collegio plurinominale Lazio 1 - 02 in terza posizione, risultando eletta deputata nel plurinominale (grazie al fatto che i due che la precedevano, Giorgia Meloni e Fabio Rampelli, sono stati eletti in altri collegi), mentre nell'uninominale raccoglie il 33,18% dei voti e viene sconfitta dalla candidata del centro-sinistra Marianna Madia (37,85%). Nella XVIII legislatura della Repubblica è stata membro e capogruppo per FdI nella 12ª Commissione Affari sociali e nella Commissione parlamentare per l'infanzia e l'adolescenza, oltreché membro della Commissione parlamentare d'inchiesta sulle attività connesse alle comunità di tipo famigliare che accolgono minori e ha presentato 138 progetti di legge.
All'interno di FdI è Responsabile Nazionale del Dipartimento Dipendenze e Terzo Settore.

### Viceministro del lavoro e delle politiche sociali
Alle elezioni politiche anticipate del 2022 viene ricandidata alla Camera sia nel collegio uninominale Lazio 1 - 04 (Roma - Municipio VII), sostenuta dalla coalizione di centro-destra, che tra le liste di Fratelli d'Italia nel collegio plurinominale Lazio 1 - 03 in quarta posizione, venendo rieletta a Montecitorio nel plurinominale (grazie al fatto che i due che la precedevano, Francesco Lollobrigida e Chiara Colosimo, sono stati eletti in altri collegi), mentre nell'uninominale Bellucci raccoglie il 35,06% dei voti e viene sconfitta di misura dal candidato del centro-sinistra, in quota Partito Democratico - Italia Democratica e Progressista, Roberto Morassut (34,67%). Nella XIX legislatura è membro della 11ª Commissione Lavoro pubblico e privato, venendo sostituita per l'incarico di governo che occupa da Andrea Mascaretti.
Con la vittoria del centro-destra alle politiche del 2022 e la seguente nascita del governo presieduto da Giorgia Meloni, il 31 ottobre 2022 viene indicata dal Consiglio dei Ministri come viceministra del lavoro e delle politiche sociali nell'esecutivo Meloni, entrando in carica dal 2 novembre seguente e affiancando la ministra Marina Elvira Calderone.